# Mouko
Pour l’article homonyme, voir Barel Mouko.
Mouko est un village du Cameroun, situé dans l'arrondissement (commune) de Kiiki, le département du Mbam-et-Inoubou et la région du Centre.

## Population
En 1966, Mouko comptait 1 345 habitants, principalement des Bafia. Lors du recensement de 2005, on y a dénombré 1 548 personnes.

## Infrastructures
La localité dispose d'une école publique et d'une école catholique.